# Caponia spiralifera
Espèce
Caponia spiralifera est une espèce d'araignées aranéomorphes de la famille des Caponiidae.

## Distribution
Cette espèce est endémique d"Afrique du Sud. Elle se rencontre au Cap-Oriental, au Cap-du-Nord, au Nord-Ouest, au Gauteng et au Mpumalanga.

## Description
Caponia spiralifera compte huit yeux.
Les mâles mesurent de 7 à 9 mm et les femelles jusqu'à 12,25 mm

## Publication originale
- Purcell, 1904 : Descriptions of new genera and species of South African spiders. Transactions of the South African Philosophical Society, vol. 15, p. 115-173 (texte intégral).